# Friedrich August I của Sachsen
Friedrich August I của Sachsen (tiếng Đức: Friedrich August I. von Sachsen; tiếng Ba Lan: Fryderyk August I; 23/12/1750 - 5/5/1827) là thành viên của Nhà Wettin, người cai trị Tuyển đế hầu quốc Sachsen từ năm 1763 đến năm 1806 (với tên gọi Friedrich August III) và là Vua của Vương quốc Sachsen từ 1806 đến 1827. Ông cũng là Công tước của Warsaw từ 1807 đến 1815.
Trong suốt sự nghiệp chính trị của mình, Friedrich August đã cố gắng phục hồi và tái tạo lại nhà nước Ba Lan đã bị chia cắt và không còn tồn tại sau sự phân chia cuối cùng của Ba Lan vào năm 1795. Tuy nhiên, ông đã không thành công và đã tự trách mình trong suốt quãng đời còn lại. Tuy nhiên, những nỗ lực của ông trong việc tái lập một quốc gia Ba Lan độc lập đã khiến ông được người dân Ba Lan quý mến.
Quảng trường Augustusplatz ở Thành phố Leipzig được đặt theo tên của ông.

## Tuyển hầu tước Sachsen và Quốc vương chỉ định của Ba Lan

### Hoàn cảnh gia đình

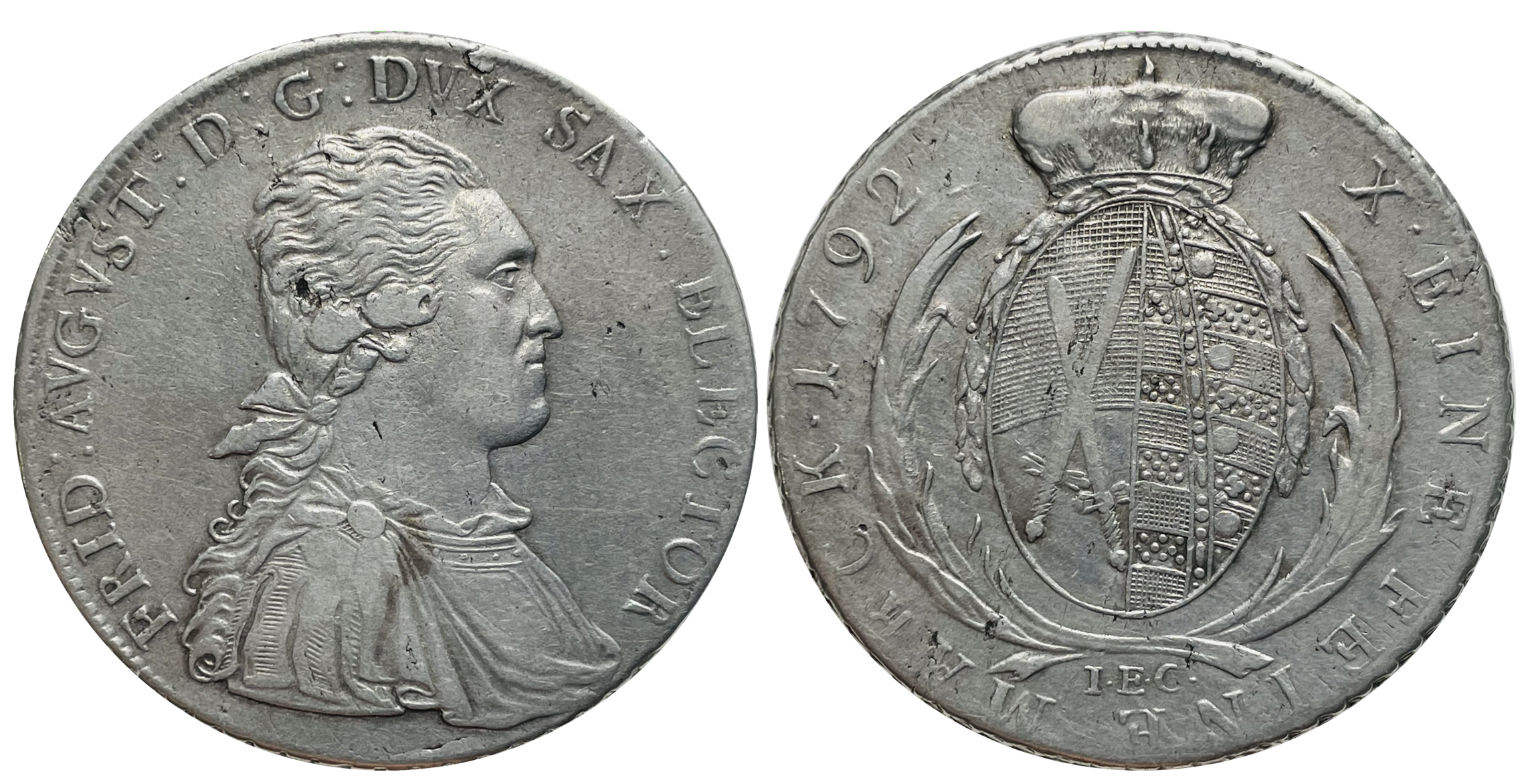
Xu bạc: 1 conventionthaler Tuyển hầu quốc Sachsen, mặt trước là chân dung của Friedrich August I, 1792

Friedrich August là con trai thứ hai (nhưng là con trai lớn nhất còn sống) của Frederick Christian, Tuyển hầu tước của Sachsen và Maria Antonia Walpurgis, Công chúa xứ Bavaria thuộc Nhà Wittelsbach. Bởi vì ông chưa đủ tuổi vào thời điểm cha ông qua đời vào năm 1763, mẹ ông giữ chức vụ Nhiếp chính cho đến năm 1768. Chú của ông là Hoàng tử Francis Xavier của Sachsen giữ chức vụ đại diện của ông. Thông qua phía cha mình, ông là hậu duệ của hai vị vua của Ba Lan.

### Từ bỏ ngai vàng Ba Lan
Năm 1765, Hoàng tử Francis Xavier của Sachsen người dại diện của Tuyển hầu tước Sachsen đã nhường ngôi vua Ba Lan cho Stanisław August Poniatowski. Tuy nhiên, khi Hiến pháp Ba Lan được Đại Nghị viện Ba Lan phê chuẩn, Friedrich August được chỉ định là người kế vị Stanislas. Đồng thời, người đứng đầu Hoàng gia Sachsen được xác nhận là người thừa kế ngai vàng Ba Lan (Điều VII của Hiến pháp Ba Lan). Friedrich August từ chối nhận vương miện sau cái chết của Stanislas vào năm 1798, vì ông sợ vướng vào tranh chấp với Áo, Phổ và Nga, những thế lực đã bắt đầu chia cắt Ba Lan vào năm 1772. Trên thực tế, sự phân chia hoàn toàn của Ba Lan giữa các cường quốc láng giềng Áo, Phổ và Nga đã diễn ra vào năm 1795.

### Chính sách đối ngoại cho đến khi Đế chế La Mã Thần thánh bị giải thể

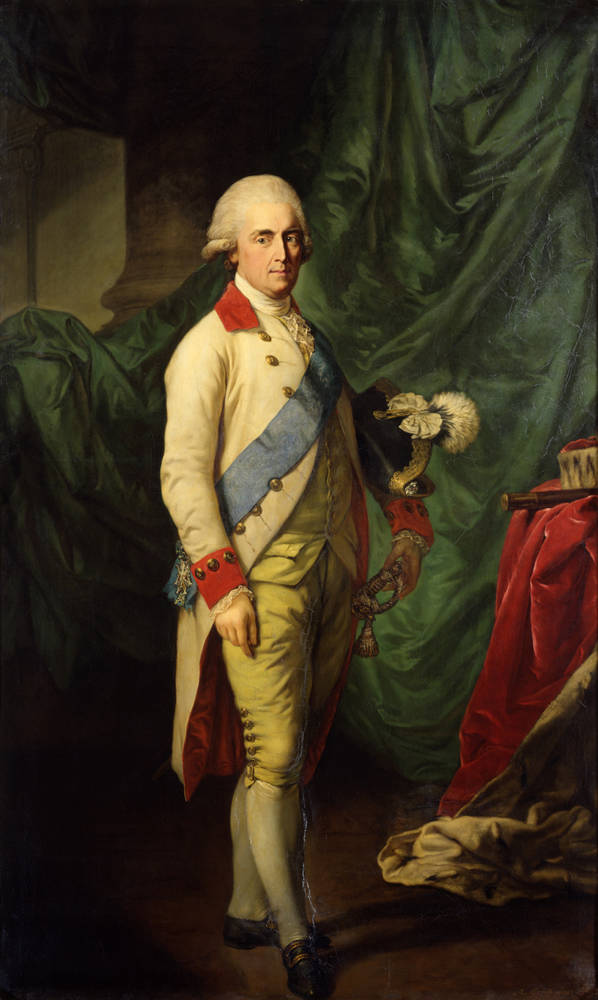
Frederick Augustus năm 1795

Vào tháng 8 năm 1791, Frederick Augustus đã sắp xếp một cuộc hội đàm với Hoàng đế La Mã Thần thánh Leopold II và Vua Friedrich Wilhelm II của Phổ tại Lâu đài Pillnitz. Động thái này một phần nhằm mục đích ủng hộ chế độ quân chủ Pháp khi đối mặt với sự phát triển của Cách mạng ở Pháp.[1] Tuyên bố Pillnitz cảnh báo về khả năng hành động quân sự chống lại chính phủ cách mạng Pháp, một hành động khiêu khích khiến chính quyền cách mạng Pháp có cơ sở để tuyên chiến với Áo vào tháng 4 năm 1792. Bản thân Frederick Augustus đã không ký vào tuyên bố này.
Sachsen không muốn liên quan gì đến liên minh phòng thủ chống lại Pháp được hình thành giữa Áo và Phổ. Tuy nhiên, một tuyên bố của Đại hội đế chế được ban hành vào tháng 3 năm 1793, buộc Frederick Augustus phải tham gia. Có một mối quan tâm lớn ở Sachsen vào tháng 4 năm 1795 khi Phổ bất ngờ ký kết hòa ước riêng với Pháp để tạo điều kiện thuận lợi cho việc chia cắt Ba Lan. Sachsen rút khỏi liên minh chống lại Pháp vào tháng 8 năm 1796 sau khi Pháp tiến về phía Đông vào vùng đất của Đức và các điều kiện bổ sung để Đế chế La Mã Thần thánh ký kết một nền hòa bình riêng biệt đã được thống nhất.
Cả thỏa thuận hòa bình với Pháp và việc Sachsen tham gia Đại hội Rastatt năm 1797 đều nhằm thể hiện lòng trung thành của Frederick Augustus đối với các nguyên tắc hiến pháp thông thường của Đế chế La Mã Thần thánh. Đại hội Rastatt được cho là đã cho phép giao nộp các lãnh thổ ở tả ngạn sông Rhine cho Pháp để đổi lấy sự bồi thường cho những người cai trị đã từ bỏ lãnh thổ. Tuy nhiên, tại Rastatt và một lần nữa vào năm 1803 khi ban hành Báo cáo cuối cùng của Ủy ban Đế chế [luật của Đế chế La Mã Thần thánh đặt ra trật tự mới của Đế chế], Sachsen đã từ chối đồng ý với những điều chỉnh lãnh thổ, vì những điều chỉnh này đã được thiết kế để mang lại lợi ích cho Bayern, Phổ, Württemberg và Baden.

### Chính sách đối ngoại và nền hòa bình với Napoléon
Friedrich August không tham gia vào việc thành lập Liên minh sông Rhine, dẫn đến sự tan rã cuối cùng của Đế chế La Mã Thần thánh. Đối với ý tưởng của Phổ về một đế chế Bắc Đức, trong đó Sachsen được cho là sẽ được nâng lên thành một vương quốc, ông tỏ ra dè dặt. Tuy nhiên, sau tháng 09/1806, để đối phó với Tối hậu thư Berlin, yêu cầu rút quân Pháp khỏi tả ngạn sông Rhine, Napoléon Bonaparte đã tiến quân đến tận Thuringia. Tại thời điểm đó, Friedrich August liên minh vơi Phổ. Tuy nhiên, trong trận Trận Jena năm 1806, Napoléon đã gây ra một thất bại nặng nề cho liên quân Phổ-Sachsen. Chính phủ và quân đội Phổ sau đó rút quân rầm rộ về phía đông. Frederick Augustus, rút quân đi mà không có bất kỳ thông tin nào liên quan đến ý định của Phổ, trong khi đó quân đội của Napoléon Bonaparte sắp chiếm Sachsen, buộc phải ngưng và tìm một phương án hoà bình. Vào ngày 11/12/1806 tại Poznań, một hiệp ước đã được ký kết bởi đại diện có thẩm quyền của cả hai bên. Theo các điều khoản, Sachsen buộc phải gia nhập Liên minh sông Rhine và giao nộp các phần của Thuringia cho Vương quốc Westphalia. Để đền bù, Sachsen đã được trao khu vực xung quanh Cottbus và được nâng lên thành một vương quốc cùng với các bang thuộc Liên minh của các nhà nước Bavaria và Württemberg.

## Vua của Sachsen và Đại công tước xứ Warsaw

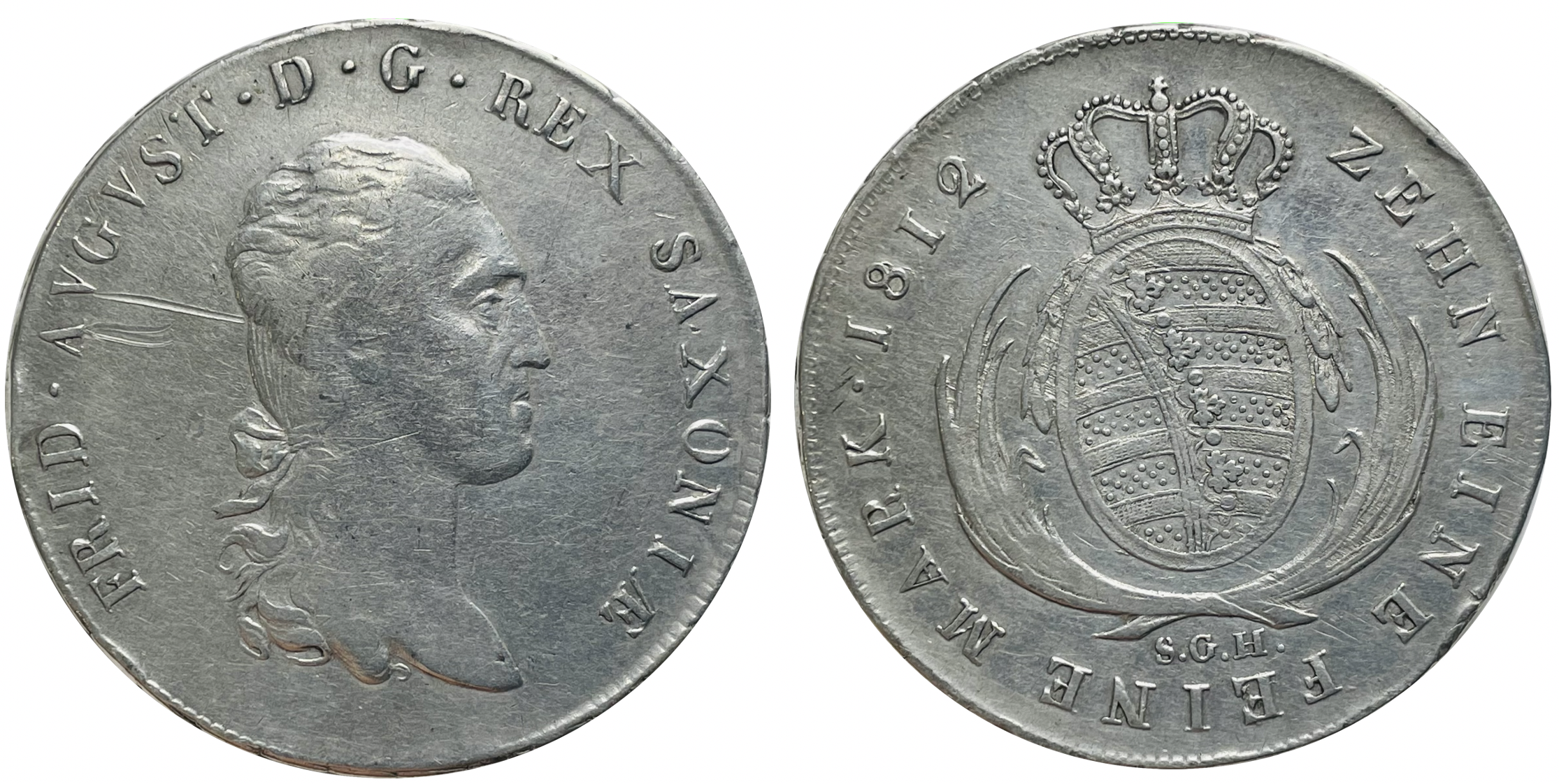
Xu bạc: 1 conventionsthaler của Vương quốc Sachsen, lúc này Sachsen đã được nâng lên thành vương quốc, từ Tuyển đế hầu, August trở thành vua

### Tuyển hầu tước đến Người cai trị Sachsen-Ba Lan
Friedrich August được phong làm Vua của Sachsen vào ngày 20/12/1806. Sau Hiệp ước Tilsit, do Friedrich Wilhelm III của Phổ và Sa hoàng Alexander I của Nga ký kết với Napoléon Bonaparte vào tháng 07/1807, Friedrich August cũng được phong là Công tước Warsaw. Mặc dù ông đã từ chối đề nghị ngai vàng của Ba Lan vào năm 1795, ông không thể từ chối một tước hiệu Ba Lan lần thứ hai. Công quốc có diện tích ban đầu khoảng 104.000 km², với dân số khoảng 2.600.000 người. Phần lớn cư dân của nó là người Ba Lan.
Điều V của Hiến pháp Công quốc Warsaw, mà Napoléon ban hành cho Sachsen, được liên kết với Hiến pháp Ba Lan năm 1791 và gia nhập Công quốc Warsaw cha truyền con nối với Hoàng gia Sachsen. Về mặt địa chính trị, Công quốc Warsaw bao gồm các khu vực thuộc phân vùng thứ 2 và thứ 3 của Phổ (1795), ngoại trừ Danzig (Gdańsk), được hợp nhất thành Thành phố Tự do Danzig dưới sự "bảo vệ" chung của Pháp và Sachsen, và bá quốc xung quanh Białystok, được trao cho Nga. Khu vực dưới sự kiểm soát của Phổ bao gồm lãnh thổ từ các tỉnh cũ của Phổ là Tân Đông Phổ, Nam Phổ, Tân Silesia và Tây Phổ. Ngoài ra, nhà nước mới được trao khu vực dọc theo sông Noteć và "Đất Chełmno".
Năm 1809, Áo bị quân đội Ba Lan-Sachsen đánh bại khi nước này cố gắng chiếm hữu Công quốc và về phần mình, nước này phải nhượng lại cho Công quốc Warsaw Các vùng Ba Lan được sáp nhập cho đến năm 1795, trong số đó có thành phố hoàng gia Kraków cũ của Ba Lan. Vào tháng 7 năm 1812, Frederick Augustus đã phê chuẩn một tuyên bố của Quốc hội Ba Lan phục hồi Vương quốc Ba Lan. Napoléon đã đệ đơn phản đối hành động này.

### Các sự kiện trong Chiến tranh Giải phóng

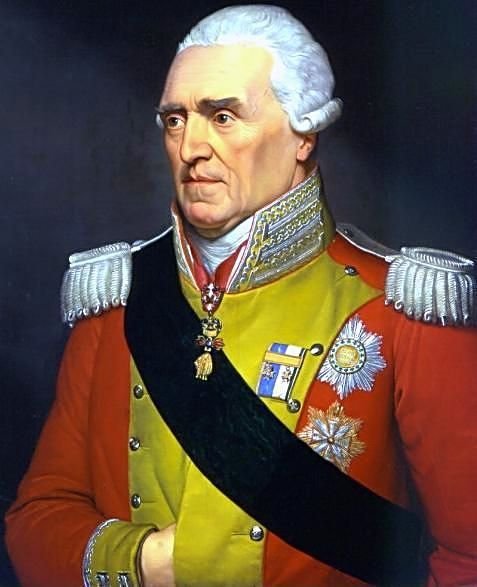
Frederick Augustus được vẽ bởi Vogel

Năm 1813 trong Chiến dịch Đức năm 1813, Sachsen rơi vào tình thế khó khăn hơn nhiều quốc gia tham chiến khác. Đất nước vẫn nằm trong sự kìm kẹp của Hoàng đế Napoléon và đồng thời trở thành trận địa trung tâm của cuộc chiến. Vào mùa thu năm 1813 khi bắt đầu Trận Leipzig, dân số địa phương của Sachsen, ước tính chỉ khoảng 2 triệu người, nhưng trận chiến đã mang gần một triệu binh sĩ nước ngoài đến lãnh thổ của họ. Napoléon công khai đe dọa coi Sachsen là lãnh thổ của kẻ thù và đối xử phù hợp với nó nếu Frederick Augustus đổi phe. Do đó, khả năng điều động của Frederick Augustus bị hạn chế rất nhiều. Nhà vua không muốn đặt sự thịnh vượng của đất nước vào một trò chơi phù phiếm. Đồng thời, ông vẫn nhớ rất rõ cách mà nước Phổ đã đơn giản bỏ rơi ông vào năm 1806.
Trong tình huống khó khăn này, Nhà vua đã cố gắng thận trọng tham gia Liên minh thứ sáu vào năm 1813 mà không mạo hiểm đoạn tuyệt với Napoléon và tuyên chiến. Khi quân đội Phổ và Nga tiến vào Sachsen vào mùa xuân, Nhà vua trước tiên di chuyển về phía Nam để tránh chạm trán trực tiếp và bí mật theo đuổi liên minh với Áo từ Regensburg. Hiệp ước Sachsen-Áo được ký kết vào ngày 20 tháng 4 và Nhà vua đồng thời cho các đồng minh Phổ và Nga biết về điều đó. Napoléon, người mà Frederick Augustus không thể che giấu các hoạt động ngoại giao, đã khẩn trương triệu tập Nhà vua đến Sachsen sau khi ông đánh bại quân Phổ-Nga tại Trận Lützen vào ngày 2 tháng 5. Frederick Augustus quyết định tuân theo tối hậu thư được đưa ra. Không có triển vọng nhận được sự hỗ trợ cụ thể từ Đế chế Áo, và trước sự thất bại của liên quân Phổ - Nga, liên quân hiện đang gửi tín hiệu hòa bình đến Pháp, ông cảm thấy mình không còn lựa chọn nào khác.
Quyết định của Frederick Augustus hầu như không mang lại cho đất nước bất kỳ sự cứu trợ nào. Napoléon, tức giận trước việc Nhà vua gần như đào tẩu, đồng thời phụ thuộc vào việc huy động toàn bộ lực lượng sẵn có để chống lại quân Liên minh, đã yêu cầu gay gắt toàn bộ nguồn lực của Sachsen. Ngoài ra, đất nước còn phải chịu đựng những vận may thay đổi của chiến tranh và các phong trào liên quan và chia cắt. Vào cuối tháng 8, quân Liên minh lại thất bại trong việc đánh bại Napoléon trong Trận Dresden. Trong khi đó, Sachsen trở thành chiến trường chính và Dresden là điểm giữa của các cuộc di chuyển của quân đội Pháp. Mãi đến ngày 9 tháng 9 tại Teplice (thuộc Cộng hòa Séc ngày nay), Áo mới kết thúc liên minh với Phổ và Nga. Vào tháng 9, khi quân đội của Napoléon ở Sachsen chuẩn bị rút lui trước Liên minh mở rộng, đã có những cuộc đào tẩu đầu tiên sang Liên minh trong quân đội Sachsen.
Frederick Augustus không tin tưởng Phổ vì những trải nghiệm trước đó và được cho là cũng thất vọng trước quyết định của Áo không tham gia Liên minh ngay lập tức, đặc biệt là trong khi đất nước này vẫn tiếp xúc với sự thống trị của Pháp như trước đây. Vì vậy, ông đã chọn không chia tay với Napoléon. Tại Trận Leipzig người Sachsen cũng như quân đội Ba Lan đã chiến đấu theo phe của Napoléon. Trước sự thất bại rõ ràng của quân Pháp, các đội quân Sachsen thậm chí còn lớn hơn đã tiến về phía Liên quân trong trận chiến, trong khi quân Ba Lan phần lớn bị tiêu diệt.

### Giải quyết các vấn đề của người Saxon tại Đại hội Vienna
Tại các cuộc thảo luận của Đại hội Viên năm 1814 và 1815, vị trí của Frederick Augustus đã không thuận lợi bởi vị trí địa lý khó khăn của đất nước ông, vận may chiến tranh đang thay đổi, thiếu sự hỗ trợ từ Áo và sự do dự của chính ông. Liên minh Phổ-Nga ngay từ đầu chưa bao giờ có ý định danh dự trong việc đưa Sachsen vào liên minh chống Napoléon. Ngay cả trước khi Phổ tuyên chiến với Pháp vào ngày 17 tháng 3 năm 1813, nước này đã đồng ý liên minh với Nga để gây thiệt hại cho Sachsen và Ba Lan tại Kalisz vào ngày 22 tháng 2: Công quốc Ba Lan chủ yếu nằm dưới sự cai trị của Nga, trong khi Phổ sẽ được đền bù cho từ bỏ lãnh thổ Ba Lan với sự sáp nhập của lãnh thổ Sachsen. Sự khao khát của Phổ đối với các lãnh thổ phát triển hơn về kinh tế và văn hóa của Sachsen bắt nguồn từ giấc mơ thôn tính cũ mà Friedrich II của Phổ đã viết trong bản di chúc chính trị năm 1752 của mình và đã cố gắng hiện thực hóa trong Chiến tranh Bảy năm. Nó không bắt nguồn từ bất kỳ sự cần thiết nào để vượt qua sự cai trị của Napoléon ở trung tâm châu Âu.
Sau Trận Leipzig, liên minh Phổ-Nga không quan tâm đến việc liên minh với vua Sachsen trong cuộc đấu tranh rộng lớn hơn chống lại Napoléon bất kể lời đề nghị hỗ trợ từ Frederick Augustus. Thay vào đó, Nhà vua bị bắt và đưa đến Friedrichsfelde gần Berlin và bị Nga-Phổ quản thúc dưới danh nghĩa "Chính phủ chung của các cường quốc đồng minh".
Đó là phong cách mạnh mẽ của tướng Phổ Heinrich Friedrich Karl vom und zum Stein chứ không phải chính phủ do Thân vương Nga Repnin quản lý cho đến tháng 11 năm 1814 hoặc lực lượng chiếm đóng sau đó của Phổ (kéo dài đến tháng 6 năm 1815), chịu trách nhiệm về tinh thần sa sút ở Sachsen vào cuối các cuộc chiến tranh Napoléon. Trái ngược với các đại diện của Pháp, Frederick Augustus đã bị từ chối tham gia Đại hội Viên như một hình phạt cho vai trò được cho là cánh tay đặc lực cũ của Napoléon. Chắc chắn cách đối xử này đối với vua Sachsen không phải do ý định của Phổ và Nga nhằm thực hiện các kế hoạch thôn tính đã thống nhất ở Kalisz. Việc Sachsen không bị bỏ rơi hoàn toàn có thể là do Áo và Pháp lo sợ về một nước Phổ quá mạnh. Vì câu hỏi của người Sachsen có nguy cơ phá vỡ đại hội, các đồng minh cuối cùng đã đồng ý chia rẽ Sachsen (ngày 7 tháng 1 năm 1815) với sự trung gian của Sa hoàng.

## Chấp nhận trật tự mới sau chiến tranh của Đại hội Vienna
Sau khi được thả khỏi nhà tù ở Phổ vào tháng 2 năm 1815, lúc đầu, Frederick Augustus đã trì hoãn thỏa thuận chia cắt đất nước của mình. Tuy nhiên, không còn lựa chọn nào khác, cuối cùng ông đã nhượng bộ và vào ngày 18 tháng 5, đồng ý với hiệp ước hòa bình do Phổ và Nga đặt ra. Với việc ký kết hiệp ước vào ngày 21 tháng 5 năm 1815, 57% lãnh thổ Sachsen và 42% dân số Sachsen đã được chuyển giao cho Phổ.
Các địa điểm và khu vực đã được kết nối với cảnh quan Sachsen trong hàng trăm năm đã trở nên hoàn toàn xa lạ, một phần bị hấp thụ vào các khu vực hành chính được tạo ra một cách nhân tạo. Các ví dụ bao gồm Wittenberg, kinh đô cũ của Tuyển hầu xứ Sachsen trong Đế chế La Mã Thần thánh, và trụ sở của Đại học Quốc gia nổi tiếng được lập ra bởi Martin Luther và Philip Melanchthon (đã bị loại bỏ vào năm 1817 bằng cách sáp nhập với Đại học Halle của Phổ), và Torgau, nơi sinh và nơi cư trú của Tuyển hầu xứ Frederick Khôn ngoan, được hợp nhất thành một trong những địa danh mới do Phổ tạo ra dưới tên Tỉnh Sachsen. Hạ Lusatia, giống như Thượng Lusatia đã duy trì quyền tự trị theo hiến pháp dưới sự cai trị của người Sachsen, được sáp nhập vào Tỉnh Brandenburg và không còn tồn tại với tư cách là một nhà nước. Thượng Lusatia được phân chia tùy tiện: khu vực được giao cho Phổ, bao gồm cả Görlitz, được thêm vào Tỉnh Silesia; các khu vực này cũng bị mất quyền tự trị theo hiến định.
Vào ngày 22 tháng 5 năm 1815, Frederick Augustus thoái vị với tư cách là người cai trị Công quốc Warsaw, lãnh thổ được sáp nhập chủ yếu vào Đế quốc Nga, nhưng cũng có một phần vào Phổ và Áo. Trong khu vực được giao cho Nga, Vương quốc Lập hiến Ba Lan đã được thành lập để tham gia vào liên minh thế tục với ngai vàng Nga. Thành phố hoàng gia Kraków cũ không còn thuộc về vương quốc mới và trở thành một nước cộng hòa riêng biệt. Quyền tự chủ nội bộ mà nó được hưởng lúc đầu đã bị bãi bỏ vào năm 1831 sau Cuộc nổi dậy của người Ba Lan.

## Vua của Sachsen hậu kỷ nguyên Napoleon

### Đứng giữa những người Sachsen khi trở về
Khi Frederick trở về nhà ở Sachsen vào tháng 7 năm 1815, ông đã được chào đón nhiệt tình trên khắp vùng đất mình đi qua. Nhiều biểu hiện của lòng trung thành cũng đến được với nhà vua từ các lãnh thổ bị nhượng lại, nơi dân chúng rất lạnh lùng với những người cai trị mới; ngay sau đó, khái niệm trở thành "người Phổ bắt buộc" bắt đầu lan truyền. Tại tỉnh Liège, nơi đóng quân của phần lớn các trung đoàn của Quân đội Sachsen từ đầu năm 1815, đã có một cuộc nổi dậy vào cuối tháng Tư. Theo lệnh của vua Phổ, Thống chế Gebhard Leberecht von Blücher phải giải ngũ những người lính đến từ các vùng lãnh thổ bị thôn tính, nhưng người của Frederick Augustus vẫn chưa xuất phát, và những người lính Sachsen đã náo loạn vì điều đó. Blücher phải chạy khỏi thành phố và chỉ có thể dập tắt cuộc nổi dậy bằng cách gọi thêm viện binh.
Dư luận ở Sachsen hoàn toàn nghiêng về phía Frederick Augustus vào thời điểm ông trở lại. Có cảm giác rằng các chính sách của Phổ quá tàn nhẫn đối với đất nước và nhà vua. Sự hám lợi của những lợi ích đặc biệt ở Berlin đã thể hiện quá rõ ràng khi phần thưởng của Chiến tranh Giải phóng được phân phát.

### Cuối đời
Mười hai năm cuối cùng dưới triều đại của Frederick Augustus phần lớn trôi qua một cách lặng lẽ. Tính cách bảo thủ của nhà vua, mà trong chính sách đối ngoại cho đến năm 1806 đã thể hiện ở sự trung thành vô điều kiện với lợi ích của người Sachsen, càng trở nên cứng rắn hơn sau kinh nghiệm về quyền bá chủ của Napoléon. Đối với cải cách chính trị, nhà vua đã đạt được rất ít. Cho đến khi ông qua đời vào năm 1827, rơi vào ngày giỗ của Napoléon, cấu hình hiến pháp của Nhà nước Sachsen đã bị thay đổi rất ít. Không còn nghi ngờ gì nữa, nhà vua đã tránh thực hiện một động thái như vậy vì tôn trọng quyền của các tầng lớp thượng lưu Lusatia còn lại. Cũng giống như mong muốn của nhiều người là biến đổi hệ thống chính trị hiện tại để phù hợp với một cơ quan lập pháp chân chính. Sự ngưỡng mộ đối với vị vua già, người đã giám sát vận mệnh của Sachsen trong hơn 1/2 thế kỷ, hầu như không giảm bớt. Trong suốt cuộc đời của mình, ông đã đạt được đặt biệt hiệu "Người công chính". Anh trai của ông, Vua Anton, đã cảm thấy phẫn nộ về việc xây dựng lại kinh tế và xã hội của đất nước bị trì hoãn.
Frederick Augustus được chôn cất trong Nhà thờ Công giáo La Mã ở Dresden.

## Hôn nhân và hậu duệ
Tại Mannheim vào ngày 17 tháng 1 năm 1769 (theo ủy quyền) và một lần nữa tại Dresden vào ngày 29 tháng 1 năm 1769 (trực tiếp), Frederick Augustus kết hôn với Nữ bá tước Palatine (Pfalzgräfin) Amalie xứ Zweibrücken-Birkenfeld, em gái của Vua Maximilian I Joseph của Bayern. Trong cuộc hôn nhân của họ, Amalia sinh được 4 người con, nhưng chỉ có một cô con gái sống sót đến tuổi trưởng thành:
1. Đứa con chết non (1771)
2. Đứa con chết non (1775)
3. Maria Augusta Nepomucena Antonia Franziska Xaveria Aloysia (sinh Dresden, 21 tháng 6 năm 1782 – mất Dresden, 14 tháng 3 năm 1863)
4. Đứa con chết non (1797)

Frederick Augustus có một cô con gái ngoài giá thú, sinh ra từ mối quan hệ tình cảm với con gái của một nhà tài phiệt người Do Thái ở Dresden.
Không để lạo bất kỳ người thừa kế nam nào, Frederick Augustus được em trai là Thân vương Anton kế vị làm Vua của Sachsen.